# Max Damberger
Max Damberger (* 6. August 1877 in Sankt Gallen (Steiermark); † 15. April 1943 in Linz) war ein österreichischer Militärkapellmeister, Dirigent und Komponist.

## Leben
Max Damberger wuchs in Ried im Innkreis auf, wo er bei Kapellmeister Bernhard Redl seinen ersten Musikunterricht erhielt. 1892 kam er zum Infanterieregiment Nr. 84 unter Karl Komzák, wo er erstmals als Dirigent fungierte und 1906 Regimentstambour wurde. Außerdem studierte er am Konservatorium Krakau. 1908 bis 1918 war er Kapellmeister des Infanterieregiments Nr. 56 in Krakau und 1918 bis 1934 Kapellmeister des oberösterreichischen Alpenjägerregiments Nr. 7 in Linz, mit dem er neben Konzerttätigkeiten auch im Rundfunk auftrat. 1919 gründete Damberger mit ehemaligen Militärmusikern in Linz eine eigene Musikkapelle und war 1922 bis 1939 zudem Chefdirigent des Linzer Konzertvereins, den er erfolgreich zu einem Sinfonieorchester ausbaute. 1923 legte er an der Wiener Musikakademie die Kapellmeisterprüfung ab. Nach seiner Pensionierung als Militärkapellmeister im Jahr 1934 widmete er sich hauptsächlich der Blasmusik. Er war Kurkapellmeister in Bad Hall und Kapellmeister der Magistratsmusik Linz.
Max Damberger komponierte zahlreiche Märsche, Tänze, Streichquartette und Konzertstücke, u. a. die Märsche In treuer Kameradschaft und den im Ständestaat populären Reichsverbands-Marsch.